# Liste der Kulturgüter in Lully VD
Die Liste der Kulturgüter in Lully VD enthält alle Objekte in der Gemeinde Lully im Kanton Waadt, die gemäss der Haager Konvention zum Schutz von Kulturgut bei bewaffneten Konflikten, dem Bundesgesetz vom 20. Juni 2014 über den Schutz der Kulturgüter bei bewaffneten Konflikten sowie der Verordnung vom 29. Oktober 2014 über den Schutz der Kulturgüter bei bewaffneten Konflikten unter Schutz stehen.
Objekte der Kategorie A sind im Gemeindegebiet nicht ausgewiesen, Objekte der Kategorie B sind vollständig in der Liste enthalten, Objekte der Kategorie C fehlen zurzeit (Stand: 13. Oktober 2021).

## Kulturgüter
| Foto |                                                                     | Objekt | Kat. | Typ | Standort                         | Beschreibung                                                                        |
| ---- | ------------------------------------------------------------------- | --- | ---- | --- | -------------------------------- | ----------------------------------------------------------------------------------- |
| BW   | Datei hochladen · Wikidata zu Schloss mit Nebengebäuden (Q29891108) | Schloss mit Landhaus, Winzerhaus, Nebengebäude, Gartenkabinett und Park / Château avec rural, maison vigneronne, dépendance, cabinet de jardin et parc KGS-Nr.: 9489 | B    | G   | Rue du Château 6 525239 / 150783 |                                                                                     |
| ja   | Datei hochladen                                                     | Brücke über den Boiron / Pont sur le Boiron KGS-Nr.: 17460 | B    | G   | 526206 / 149703                  | Objekt liegt hälftig auf dem Gemeindegebiet von Lully und Tolochenaz (KGS-Nr. 6498) |